# ناتاليا باربو
ناتاليا باربو (بالرومانية: Natalia Barbu)‏ (و. 1979  م) هي مغنية مولدوفية، ولدت في بالتسي، شاركت في مسابقة الأغنية الأوروبية 2007.

## روابط خارجية
- ناتاليا باربو على موقع IMDb (الإنجليزية)
- ناتاليا باربو على موقع ميوزك برينز (الإنجليزية)
- ناتاليا باربو على موقع أول ميوزيك (الإنجليزية)
- ناتاليا باربو على موقع ديسكوغز (الإنجليزية)